# Jubilate
Jubilate is de naam die in de Katholieke Kerk wordt gegeven aan de derde zondag na Pasen (of vierde zondag van Pasen). De zondag is vernoemd naar het eerste woord van het keervers (antifoon) van de psalm die op deze zondag wordt gezongen, psalm 66 / Vulgaat psalm 65 (‘Jubilate Deo, omnis terra’).
Op zondag Jubilate worden in de kerken de Bijbeldelen Johannes 16:16-23 en I Petrus 2:11-20 gelezen. De tekst uit het Evangelie volgens Johannes gaat over het verdriet dat de volgelingen van Jezus moeten lijden voordat zij herenigd worden met Jezus.